# Liquiçá (tỉnh)
Liquiçá (tiếng Tetum: Likisá) là một Tỉnh của Đông Timor. Thủ phủ của quận là Liquiçá. Liquiçá nằm ở ven biển phía bắc của Đông Timor, và có ranh giới với Dili (gồm thủ đô) ở phía đông, Aileu ở đông nam, Ermera ở phía nam, và Bobonaro ở tây nam. Về phía tây bắc là biển Savu. Quận có dân số 55.058 (điều tra 2004) và diện tích là 543 km². Các xã trong quận là Bazartete, Liquiçá và Maubara.
Ngoài hai ngôn ngữ chính thức là Tetum và tiếng Bồ Đào Nha, gần như tất cả cư dân trong quận đều nói tiếng Tocodede thuộc ngữ hệ Nam Đảo.
|  |  |